# Kuraishia
Kuraishia es un género de hongos tipo levaduras en la familia Saccharomycetaceae. Contiene dos especies. La especie tipo Kuraishia capsulata originalmente fue descripta como miembro de Hansenula (actualmente Pichia) en 1953. K. molischiana fue descripta en 2004. La secuencia del genoma completo de  K. capsulata fue presentada en 2013. K. capsulata produce exopolisachárido extracelular, fosfomanan, como una reserva externa de fósforo.